# Dni epagomenalne
Dni epagomenalne (gr. ἐπαγόμενοι lub ἐπαγόμεναι 'dodane') – było to pięć dni które kończyły rok w starożytnym Egipcie. Po dniach epagomenalnych następował miesiąc tot. Według legendy przekazanej przez Plutarcha bogini Nut miała zakaz łączenia się ze swoim mężem i bratem Gebem przez cały rok egipski (360 dni). Jednak Thot dołączył do nich 5 dni, w których Nut poczęła swoje dzieci.
- I dzień – 14 lipca – narodziny Ozyrysa,
- II dzień – 15 lipca – narodziny Horusa,
- III dzień – 16 lipca – narodziny Seta,
- IV dzień – 17 lipca – narodziny Izydy,
- V dzień – 18 lipca – narodziny Neftydy.

Dni epagomenalne − Heriu-renpet − Pomiędzy latami w hieroglifach
| O4 · D21 | Z4 | G43 | M4 · X1 |